# Roger Nivelt
Roger Robert Charles Nivelt né le 30 août 1899 à Paris et mort le 1er juin 1962 à Tonnerre est un peintre et illustrateur français.
Il est le père du constructeur de bateaux Michel Nivelt (1922-1978) et le grand-père de l'architecte naval Bernard Nivelt.

## Biographie
Fils d'un droguiste de la rue Saint-Antoine, Roger Nivelt entre à l'Académie Julian à Paris en 1919 après sa démobilisation et participe à son premier Salon dès 1923. Peintre colonial « original et indépendant[réf. nécessaire] », il obtient en 1925 le prix de l'Afrique-Occidentale française qui lui permettra de résider pendant plus d'une année dans le pays Dogon. Après avoir remporté le prix Abd-el-Tif en 1934, il fait partie la même année de la mission Reygasse au tombeau de Tin Hinan dans le Hoggar.
Peintre orientaliste et africaniste, Roger Nivelt se situe dans la lignée de Paul Élie Dubois. Il participera aux compétitions artistiques aux Jeux olympiques en 1932,.
Il épouse la peintre Hélène Farey en 1941.

## Œuvres
- 1925 : Portrait du peintre Roger Limouse, Salon des artistes français de 1925. Médaille d'argent. Localisation inconnue.
- 1926 : Le Moro-Naba des Mossis et sa Cour, exposition de Ouagadougou de 1926. Achat du gouvernement de Haute-Volta pour l'hôtel du Gouverneur[5].
- 1927 : La Chouette, Salon des indépendants de 1927. Localisation inconnue.
- 1927 : Les Chasseurs de panthères, Salon des artistes français de 1927[6]. Localisation inconnue.
- 1929 : Négresse, Salon des artistes français de 1929. Médaille d'or. Achat du musée royal d'Art moderne de Bruxelles.
- 1929 : La Maison d'un chef Bambara à Sikasso (Soudan), huile sur toile, Autun, musée Rolin[7].
- 1929 : La belle Aminata, huile sur bois, Pau, musée des Beaux-Arts[8].
- 1930 : Les Féticheurs, Salon des artistes français de 1930. Localisation inconnue.
- 1931 : La Chasse à l'éléphant en Côte d'Ivoire et Le Port de Conakry, dioramas pour le pavillon du Tourisme et de la Chasse à l'Exposition coloniale internationale à Paris. Localisation inconnue.
- 1931 : Sénégalaise ou Femme Ouolof, prix Noury de l'Académie des beaux-arts. Achat de l'État pour le musée du Luxembourg, localisation actuelle inconnue[9].
- 1935 : La Noria, huile sur bois, 26 × 30 cm. Gray, musée Baron-Martin, dépôt du Fonds national d'art contemporain.
- 1935 : Le Campement de l'amenokal (Hoggar), huile sur toile, 60 × 73 cm, musée national des Beaux-Arts d'Alger (no 1702)[10].
- 1936 : Tabeloï, fille de l'amenokal du Hoggar, Alger, villa Abd-el-Tif.
- Bateaux à Paimpol[11]. Localisation inconnue.

## Récompenses
- Prix de l'Afrique occidentale française attribué par le jury des prix coloniaux du Salon des artistes français en juin 1925[12].
- Médaille d'argent décernée par le jury de peinture du Salon des artistes français en juin 1925[13].
- Médaille d'or décernée par le jury de peinture du Salon des artistes français en mai 1929[14].
- Prix Noury attribué par la section de peinture de l' Académie des Beaux-Arts en juin 1931[15].